# Кондратьев, Валерий Васильевич
Валерий Васильевич Кондра́тьев (май 1895,  Большие Кориномякки (возможно, Большие Коркомяки), Петербургская губерния — 1941, Ленинград) — советский художник, педагог.

## Биография
Валерий Васильевич Кондратьев родился в мае 1885 года в деревне Большие Коркомяки Петербургской губернии. Нигде не учился, искусством живописи овладел самостоятельно. Участвовал в Октябрьском восстании и Гражданской войне, служил политруком на Восточном и Туркестанском фронтах в кавалерийском эскадроне. Член ВКП(б) с 1919 года. Награждён шестью грамотами советских и военных учреждений и клинком с серебром.
Как художник начинает работать в 1922 году. По собственным словам, учился у Н. П. Химона и А. А. Рылова. Состоял в «Обществе художников-индивидуалистов», Общине художников, в «Цехе художников», был членом ЛОСХ. Преподавал в художественной школе Выборгского района, затем в студии завода «Русский дизель».
Основным направлением творчества Кондратьева был пейзаж. Его работы выставлялись на многочисленных выставка в Ленинграде, приобретались в частные и музейные коллекции, в том числе три пейзажа поступили в коллекцию И. Бродского, один — в коллекцию А. Волынского, три — в Артиллерийский музей.
Накануне Великой Отечественной войны ЛОСХ рекомендовал Кондратьева принять в члены Союза художников СССР. Последней его выставкой стала VII выставка произведений Ленинградских художников, которая закрылась 20 июня 1941 года.
Валерий Васильевич Кондратьев умер в первую блокадную зиму.

## Выставки
- Выставка к 5-летию советской власти (Петроград, 1923)
- VII выставке произведений Ленинградских художников (1941)

## Работы
- Портрет В. В. Кондратьева (1923, Вологодская областная картинная галерея)[2]